# Mieczysław Gwalbert Pawlikowski
Mieczysław Gwalbert Pawlikowski (ur. 9 września 1834 we Lwowie, zm. 23 grudnia 1903 w Krakowie) – pisarz, dziennikarz, działacz polityczny, taternik.

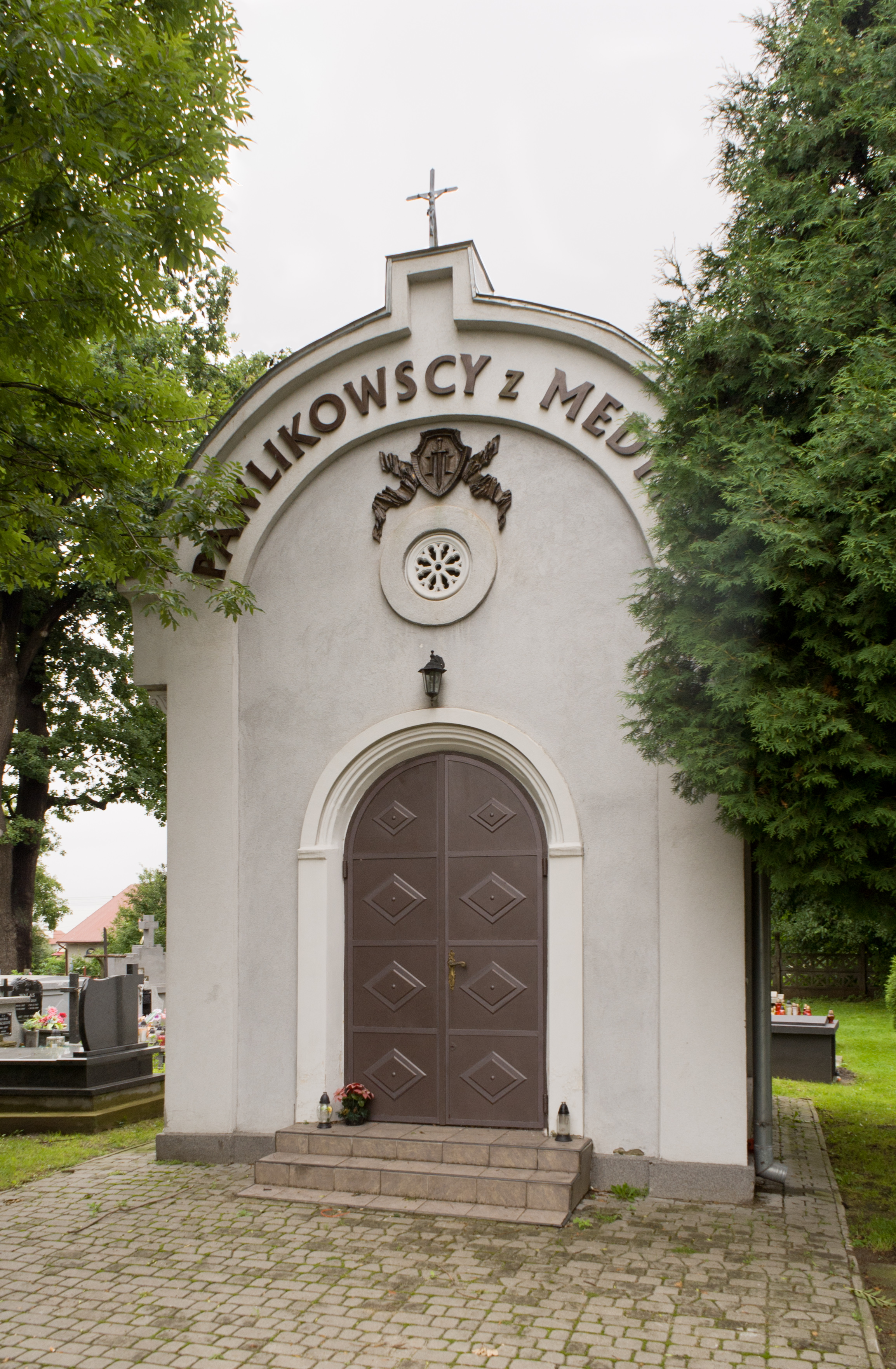
Kaplica grobowa Pawlikowskich w Medyce

## Życiorys
Urodził się w 1834 we Lwowie lub w Medyce. Był synem Gwalberta działającego na rzecz Zakładu Narodowego im. Ossolińskich. Ukończył studia na Wydziale Prawa Uniwersytetu Lwowskiego.
W czasie powstania styczniowego od 27 marca 1863 do 1 marca 1864 był pomocnikiem komisarza pełnomocnego na Galicję Wschodnią. W tym okresie od 20 kwietnia do 13 czerwca 1863 był komisarzem do szczególnych poruczeń Wysockiego, a następnie referentem policji przy naczelniku okręgu Galicji Wschodniej. Członek Komitetu Miejskiego oraz Komisji Ekspedycyjnej we Lwowie. 1 marca 1864 został aresztowany. Skazany na karę trzech lat więzienia. Od września 1864 więziony przez Austriaków w Ołomuńcu. Zwolniony w wyniku amnestii 20 listopada 1865.
Później był właścicielem dóbr Medyka. Działał w ruchu liberalno-demokratycznym w Galicji. Kontynuował działalność ojca, Józefa Gwalberta Pawlikowskiego w tworzeniu ośrodka polskiej kultury w majątku Medyka. Gromadzony w Medyce księgozbiór przeniósł do Lwowa. Współzałożyciel Towarzystwa Narodowo-Literackiego (1867) i dziennika „Kraj” (1869). Wiceprezes Krakowskiego Towarzystwa Rolniczego (1879–1883).
Zakładał także pismo „Reforma” i był jego redaktorem. Był autorem utworów poetyckich (Pamiętnik pieśniarza, 1856; Ave patria, 1888), opowiadań i powieści (Plotki i prawo; Testament Napoleona, 1880; Drugi tom, 1885; Baczmaha, 1898). W publicystyce reprezentował postawy pozytywistyczne i antyklerykalne, pisał także recenzje teatralne. Był związany ze środowiskiem Dziennika Literackiego.
Przez wiele lat jeździł w Tatry i do Zakopanego, gdzie korzystał z usług przewodnika Macieja Sieczki. Jako pierwszy przeszedł przez Zachodnie Żelazne Wrota, jako drugi wspiął się na Wysoką (razem z Adamem Asnykiem, synem Janem Gwalbertem oraz Maciejem Sieczką). Od 1874 był członkiem Towarzystwa Tatrzańskiego, w latach 1880–1883 jego wiceprezesem.  Członek honorowy Towarzystwa Muzeum Narodowego Polskiego w Rapperswilu od 1890, członek założyciel Towarzystwa Gimnastycznego „Sokół” w Krakowie.
Zmarł 23 grudnia 1903 na krakowskim Kleparzu. Został pochowany w grobowcu rodzinnym w Medyce 28 grudnia 1903. Był żonaty z Heleną z domu Dzieduszycką (także udzielająca się podczas powstania 1863, ówczesna przewodnicząca komitetu pań we Lwowie, a po uwięzieniu męża przebywała na emigracji w Szwajcarii do 1866). Jego synami byli Jan Gwalbert (1860–1939), historyk literatury polskiej, oraz Tadeusz (1861–1915), reżyser, krytyk teatralny, dyrektor teatrów.